# آنه دال تورب
آنه دال تورب (بالنرويجية: Ane Dahl Torp)‏ (مواليد 1975) هي ممثلة مسرحية وممثلة أفلام من النرويج. ولدت في باروم.

## الأعمال

### أفلام
| السنة | العنوان                   | الدور        |
| ----- | ------------------------- | ------------ |
| 2009  | ثلج ميت                   | سارة هنريكسن |
| 2015  | الموج                     |              |
| 2025  | الأخت غير الشقيقة القبيحة | ريبيكا       |

## الجوائز
حصلت على جوائز منها:
- Amanda Award for Best Supporting Actress ‏، عن عمل: Cold Lunch [الإنجليزية]‏ (2008)
- جائزة أماندا لأفضل ممثلة  [لغات أخرى]‏، عن عمل: الرفيق بيدرسن (2006)
- جائزة أماندا لأفضل ممثلة  [لغات أخرى]‏ (2004)
- The Amanda Public Choice Award  [لغات أخرى]‏ (2004).

## روابط خارجية
- آنه دال تورب على موقع IMDb (الإنجليزية)
- آنه دال تورب على موقع قاعدة بيانات الأفلام العربية
- آنه دال تورب على موقع ألو سيني (الفرنسية)
- آنه دال تورب على موقع ميوزك برينز (الإنجليزية)
- آنه دال تورب على موقع أول موفي (الإنجليزية)
- آنه دال تورب على موقع قاعدة بيانات الأفلام السويدية (السويدية)
- آنه دال تورب على موقع قاعدة بيانات الفيلم (الإنجليزية)
- آنه دال تورب على موقع كينوبويسك (الروسية)